# III (Sebadoh)
| Recensione     | Giudizio |
| -------------- | -------- |
| Piero Scaruffi | [ 1 ]    |
| Pitchfork      | [ 2 ]    |

III è il terzo album in studio della band statunitense Sebadoh, pubblicato nel 1991.

## Produzione
Nel gruppo è entrato Jason Loewenstein come bassista oltre a Lou Barlow come cantante/chitarrista e a Eric Gaffney come batterista.
Nel 2006 venne pubblicata una nuova versione ampliata a 41 brani.

## Tracce
1. The Freed Pig
2. Sickles and Hammers
3. Total Peace
4. Violet Execution
5. Scars, Four Eyes
6. Truly Great Thing
7. Kath
8. Perverted World
9. Wonderful, Wonderful
10. Limb By Limb
11. Smoke a Bowl
12. Black-Haired Gurl
13. Hoppin' Up and Down
14. Supernatural Force
15. Rockstar
16. Downmind
17. Renaissance Man
18. God Told Me
19. Holy Picture
20. Hassle
21. No Different
22. Spoiled
23. As the World Dies, the Eyes of God Grow Bigger

## Formazione
- Jason Loewenstein: basso, batteria e voce
- Lou Barlow: chitarra e voce
- Eric Gaffney: batteria